# عزبة الأبريقجي
قرية عزبة الابريقجى هي إحدى القرى التابعة لمركز دمنهور في محافظة البحيرة في جمهورية مصر العربية. حسب إحصاءات سنة 2006، بلغ إجمالي السكان في عزبة الابريقجى 1283 نسمة، منهم 650 رجل و633 امرأة.